# District de Gamō
Pour les articles homonymes, voir Gamo.
Le district de Gamō (蒲生郡, Gamō-gun) est un district situé dans la préfecture de Shiga, au Japon.

## Géographie

### Démographie
Au 1er décembre 2014, la population du district de Gamō était de 34 326 habitants répartis sur une superficie de 162,15 km2.

### Divisions administratives
Le district de Gamō est constitué des bourgs de Hino et Ryūō.